# Shaft (1971)
Shaft é um filme norte-americano do gênero blaxploitation de 1971 dirigido por Gordon Parks e estrelado por Richard Roundtree. Filme de ação com elementos do film noir, Shaft conta a história de um detetive negro, John Shaft, que viaja através do Harlem e se envolve com a máfia italiana a fim de encontrar a filha desaparecida de um mafioso negro.
O elenco conta com Richard Roundtree como John Shaft, Moses Gunn como Bumpy Jonas, Charles Cioffi como Vic Androzzi entre outros. O filme foi adaptado por Ernest Tidyman e John DF Black do romance de mesmo nome de 1971 escrito pelo próprio Tidyman.
O filme é um ótimo exemplo do gênero blaxploitation. O álbum da trilha sonora de Shaft, gravado por Isaac Hayes, também foi um grande sucesso, tendo a música "Theme from Shaft" ganhado o Oscar de melhor trilha sonora original de 1972.

## Sequências
O filme teve duas sequências: Shaft's Big Score em 1972, e Shaft in Africa em 1973.
Esses foram seguidos pela série de TV Shaft, que tinha Roundtree como Shaft e foi ao ar pela rede de televisão norte-americana CBS de 1973 a 1974.
Em 2000, foi feita uma sequência estrelando Samuel L. Jackson no papel principal. Jackson protagoniza o sobrinho do personagem de Roundtree, que retorna como John Shaft, ainda um detetive particular.